# تاریخچه ترابری ریلی در لسوتو
تاریخچه ترابری ریلی در لسوتو از سال ۱۹۰۵ آغاز شد، زمانی که کشور محصور در خشکی لسوتو به شبکه راه‌آهن آفریقای جنوبی متصل شد. از آن زمان تاکنون، این دو کشور از طریق یک خط راه‌آهن به یکدیگر متصل باقی مانده‌اند.

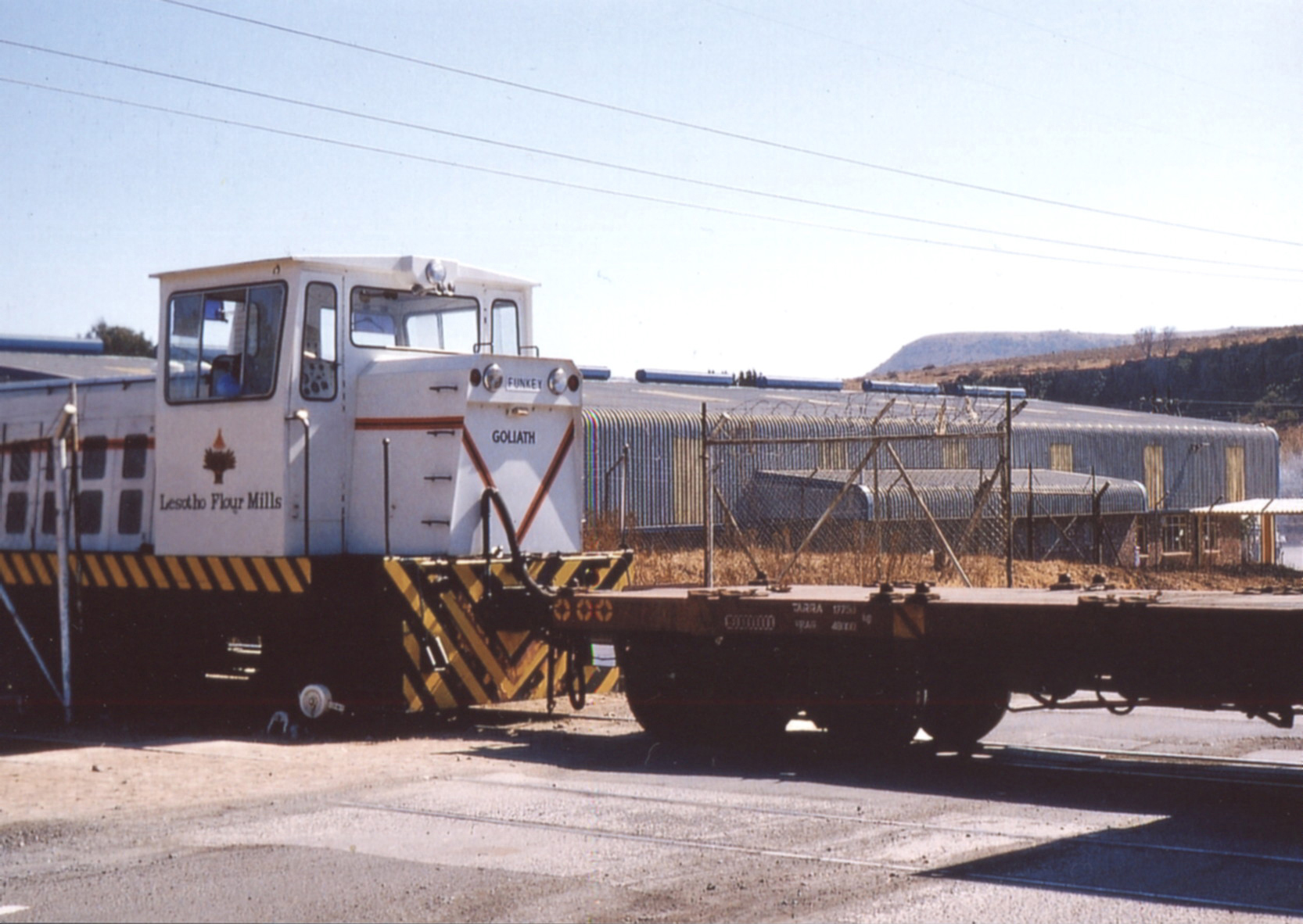
یک لوکوموتیو دیزلی متعلق به کارخانه آرد لسوتو به همراه قطار، سال ۱۹۹۱

## آغاز
در سال ۱۹۰۲، شرکت راه‌آهن مرکزی آفریقای جنوبی ساخت خط آهن بلومفونتن – بیت‌لیه‌هام را آغاز کرد. هدف این پروژه، اتصال مستعمره رود اورنج (نام آن زمان منطقه) به بندر دوربان بود. هرچند تمایل بر آن بود که این خط از ماسرو، پایتخت لسوتو نیز عبور کند، اما برای کاهش هزینه‌ها تصمیم گرفته شد مسیر اصلی کوتاه‌تر باشد و ماسرو از طریق خط فرعی از مارسی، فری‌استیت به خط اصلی متصل شود. این پروژه شامل احداث پلی جدید بر روی رود کالدون (به زبان سوتو: موهوکاره) نیز بود.
خط فرعی ماسرو در اکتبر ۱۹۰۵ تکمیل و در ۱۸ دسامبر همان سال افتتاح شد. این خط در خاک لسوتو تنها طول داشت و از پل مرزی رودخانه کالدون تا ایستگاه راه‌آهن ماسرو امتداد داشت. در ابتدا، خدمات مسافربری و باری در این مسیر ارائه می‌شد.
با توجه به کمبود منابع طبیعی در لسوتو و اتکای شدید اقتصاد این کشور به صادرات نیروی کار به آفریقای جنوبی، افتتاح خط آهن باعث تسهیل جابجایی کارگران به معادن آفریقای جنوبی شد. پیش از آن، بسیاری از کارگران لسوتویی مسیر طولانی را پیاده طی می‌کردند.
یکی از منابع، بهره‌برداری از این خط آهن را «مزیتی بزرگ برای جامعه» توصیف کرده‌است. اما منبعی دیگر عنوان می‌کند که ساخت راه‌آهن و هم‌زمانی آن با پایان خدمات نیروهای کمکی در آفریقای جنوبی، از سوی مردم باسوتو به‌عنوان تلاشی برای ادغام لسوتو در مستعمرات آفریقای جنوبی تلقی شد.

## عملیات در سال‌های اخیر
در سال ۱۹۶۳، خدمات مسافربری راه‌آهن در لسوتو متوقف شد؛ اما پنج سال بعد، این خدمات از سر گرفته شدند. در طول دهه ۱۹۷۰، افزایش چشمگیر دستمزدها در معادن منجر به رشد ترددهای مرزی مسافران شد، چرا که کارگران توان مالی بیشتری برای بازگشت‌های مکرر به خانه داشتند. با این حال، تا آن زمان سفر جاده‌ای به روش ترجیحی حمل‌ونقل میان لسوتو و آفریقای جنوبی تبدیل شده بود.
در سال ۱۹۸۵، خدمات مسافربری برای بار دوم متوقف گردید، و از سال ۱۹۸۹ تاکنون هیچ خدمات مسافربری منظم در راه‌آهن لسوتو ارائه نشده‌است.
با این حال، قطارهای باری همچنان در این مسیر فعالیت دارند و عمدتاً کالاهایی مانند سیمان، ذرت، سوخت و کانتینرهای باری را جابه‌جا می‌کنند. تا سال ۲۰۱۱، روزانه دو قطار باری در این مسیر فعال بود که حدود یک‌سوم از تجارت خارجی کالای عمده لسوتو را شامل می‌شد.
زیرساخت‌های حمل‌ونقل ریلی در لسوتو شامل تأسیسات بارگیری کانتینر و تأسیسات جابه‌جایی غلات فله در مناطق صنعتی ماسرو بود. این تأسیسات متعلق به دولت لسوتو بودند و به شرکت راه‌آهن آفریقای جنوبی ترانسنت فریت ریل اجاره داده شده بودند که بهره‌بردار این خط ریلی نیز محسوب می‌شد.